# Jesper Grønborg
Jesper Grønborg (født 4. juni 1984) er en dansk fodboldspiller, som spiller i H.F.C. Haarlem i Holland indtil sommeren 2008, hvor han skifter til Slagelse BI. Han har tidligere spiller for Esbjerg fB. Han er 189 cm høj.
Grønborg har på EfB's førstehold spillet 5 kampe(i 2005), og har først og fremmest spillet på klubbens 2. divisionshold.

Klubber
- H.F.C. Haarlem
- Esbjerg fB
- Kvaglund IF